# Familjen Andersson
Familjen Andersson är en svensk komedifilm från 1937 i regi av Sigurd Wallén.

## Om filmen
Filmen premiärvisades 11 oktober 1937 på biograferna Metropol i Gävle och Skandia i Stockholm. Som förlaga har man Jens Lochers pjäs Andersen som uruppfördes på Dagmarteatern i Köpenhamn 24 januari 1932.

## Rollista i urval
- Sigurd Wallén – Kalle Andersson, innehavare av Tvätt & Strykinrättning
- Elsa Carlsson – Maria "Maja" Andersson, Kalles fru
- Inga-Bodil Vetterlund – Elsa Andersson, Kalles och Majas dotter
- Hilda Borgström – Karin, Kalles mor
- Allan Bohlin – Erik Bruhn, ingenjör, Elsas fästman
- Björn Berglund – Pelle Karlsson
- Hilding Gavle – Pettersson
- Karin Albihn – Therése Garpe, Majas syster
- Ragnar Widestedt – Gunnar Garpe, född Gustafsson, bankir, Theréses man
- Arthur Fischer – konsul Bruhn, Eriks farbror
- Gudrun Brost – Lisa, mannekäng
- Carl Browallius – amiral Sörenholm
- Carl Ström – major på fru Anderssons bjudning
- Emma Meissner – amiralinnan Sörenholm

## Musik i filmen
- Harbour Lights (Hamnens ljus), kompositör Hugh Williams, engelsk text 1937 Hugh Williams och Jimmy Kennedy svensk text 1937 Sven Paddock, instrumental.
- Jag är en vän av en liten vik (Allsång på Mälarö en lördagskväll), kompositör Kai Gullmar' text Gus Morris, sång Sigurd Wallén
- Berättelse och sång om Löjtnant Sparre och Elvira Madigan, den sköna konstberiderskan, hvilka båda för egen hand och af kärlek sköto ihjäl sig i Tåsinge, Danmark (Sorgeliga saker hända), text Johan Lindström Saxon, sång Sigurd Wallén
- Swingin' at Maida Vale, kompositör Benny Carter, instrumental.
- Nu är det jul igen, sång Sigurd Wallén